# Hugo Junkers
Hugo Junkers (Rheydt, 1859. február 3. - Gauting, 1935. február 3.) német mérnök és repülőgépkonstruktőr, a teljesen fémből épített repülőgépek úttörője. Az általa alapított Junkers üzem az első világháború után utas- és teherszállító repülőgépeket készített. A náci hatalomátvétel után gyárát államosították és kényszerítették szabadalmai átadására. 

## Élete

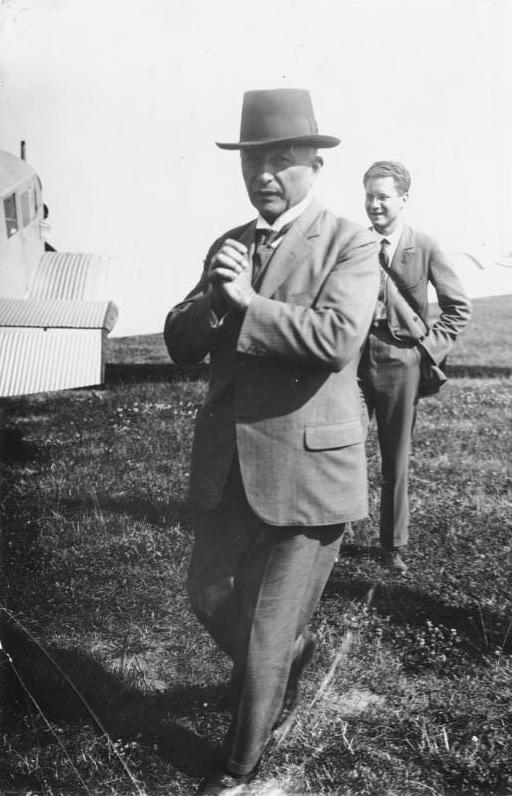
Junkers 1920-ban

Hugo Junkers 1859. február 3-án született Rheydt városában, Poroszország Rheinland tartományában. Apja tehetős gyártulajdonos volt. A középiskola után a Charlottenburgi Királyi Politechnikai Egyetemen és az Aacheni Királyi Műszaki Egyetemen tanult és 1883-ban megkapta mérnöki diplomáját. Egy ideig apja rheydti üzemében dolgozott, majd visszatért Charlottenburgba, hogy Adolf Slabytól elektromosságtant és termodinamikát tanuljon. Slaby ajánlotta be a dessaui Continental-Gasgesellschaft céghez, ahol Junkers részt vett az első ellendugattyús motor kifejlesztésében. Eközben az égéshő mérésére készített kalorimétert, amelynek gyártására alapított egy céget is. Kalorimétere az 1893-as chicagói világkiállításon aranyérmet nyert. A következő évben szabadalmaztatott egy gázüzemű kazánt, 1895-ben pedig megalapította a Junkers AG céget kazánjai készítésére és forgalmazására.
1897-ben az aacheni egyetem felajánlotta neki a gépészmérnöki katedrát. Junkers 1912-ig tanított, de eközben számos szabadalmat nyújtott be kaloriméterekről, nyomásszabályozókról, gáztűzhelyekről és egyéb találmányokról.

### Repülőgéptervezőként
Junkers ötvenévesen kezdett el foglalkozni a repüléssel, amikor 1909-ben Hans Reissnerrel elkezdtek dolgozni egy fémből készült repülő szerkezeten. Dessaui üzemében elkészített egy hullámszerkezetű fémszárnyat, az áramlás tanulmányozására felállított egy szélcsatornát és kifejlesztett egy hidraulikus féket. Junkersnek úttörő koncepciói voltak, mint a "csupaszárny" repülőgép, de az első világháború kitörése után a gyors eredményeket akaró kormány a hagyományos repülőgépek készítésére ösztönözte. 1915-ben elkészítette az első működőképes, csak fémből épített repülőgépet, a Junkers J 1 "Pléhszamárt" (Blechesel). 1916-1917-ben elkezdte a Junkers J.I sorozatgyártását, amely egy fémből készült, páncélozott, földi célpontok támadására és felderítésre optimalizált modell volt. 1917-ben a kormány nyomására egyesítette cégét Anthony Fokkerével és létrejött Junkers-Fokker AG. 1918-ban elkészítették a világ első egyfedelű, alulszárnyas repülőgépét, a Junkers D.I-et, amelyben - szintén elsőként - dúralumíniumot is használtak. Ennek továbbfejlesztése volt a kétüléses Junkers CL.I vadászgép. 

### A világháború után

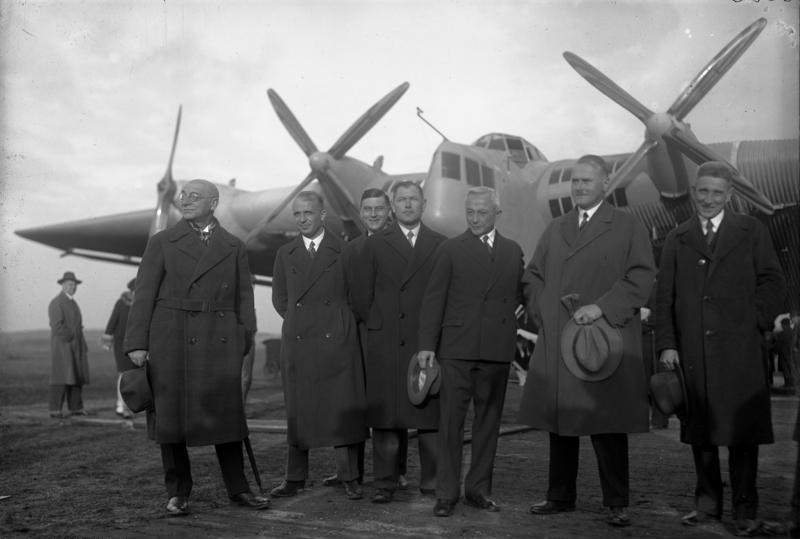
Hugo Junkers (jobbról a harmadik) és munkatársai

A békekötés után az ismét önállóvá váló Junkers cég polgári célú repülőket kezdett gyártani. Első ilyen modellje a már 1919-ben kijövő Junkers F 13 volt. Számos más konstrukció követte, mint a hatalmas, négymotoros Junkers G.38 (akkor a világ legnagyobb utasszállítója) vagy a legsikeresebb, az egészen a 80-as évekig forgalomban maradó Junkers Ju 52 utasszállítók. Hugo Junkers különböző üzleti kezdeményezésekkel segítette a légitársaságok (mint a Deutsche Luft Hansa vagy a Lloyd Aéreo Boliviano) megalapítását és kezdeti nehézségeik megoldását; ennek eredményeképpen egyre nőtt a repülőgépei iránti kereslet.
1922-ben Junkers állami hitelből Moszkva mellett épített egy repülőgép-gyártó üzemet, amely azonban 1925-ben tönkrement. A hitelek visszafizetésére több kisebb vállalkozását el kellett adnia. A 20-as években támogatta a Bauhaus-iskolát és finanszírozta Weimarból Dessauba való költözését. 1927-ben egy Junkers W 33-ban a magyar Risztics János és Wilhelm Zimmermann 65 órát tartózkodott egyfolytában a levegőben ezzel világrekordot állítva fel, a következő évben pedig ugyanilyen típusú géppel repülte át elsőként kelet-nyugati irányban az Atlanti-óceánt Köhl, Hünefeld és Fitzmaurice.

## Halála
A nácik 1933-as hatalomátvétele után, a légierő vezetője, Hermann Göring kényszerítette a pacifista és szocialista nézeteiről közismert Junkerst, hogy adja át az államnak szabadalmai tulajdonjogait és cégeinek többségi részvényeit. A bebörtönzéssel fenyegetett Junkers engedett a zsarolásnak, de 1934-ben így is házi őrizetbe került, majd eltávolították Dessauból. Röviddel később, 1935. február 3-án halt meg a München melletti Gautingban, 76 éves korában.

## Fordítás
- Ez a szócikk részben vagy egészben  a   Hugo Junkers című angol Wikipédia-szócikk ezen változatának fordításán alapul.  Az eredeti cikk szerkesztőit annak laptörténete sorolja fel. Ez a jelzés csupán a megfogalmazás eredetét és a szerzői jogokat jelzi, nem szolgál a cikkben szereplő információk forrásmegjelöléseként.